# Velike (Ausztria)
Velike (németül: Welten, szlovénül: Velika) Rábaszentmárton településrésze, egykor önálló község Ausztriában, Burgenland tartományban, a Gyanafalvi járásban.

## Fekvése
Gyanafalvától 5 km-re délnyugatra, a Rába jobb partján, a stájer határ mellett fekszik.

## Története

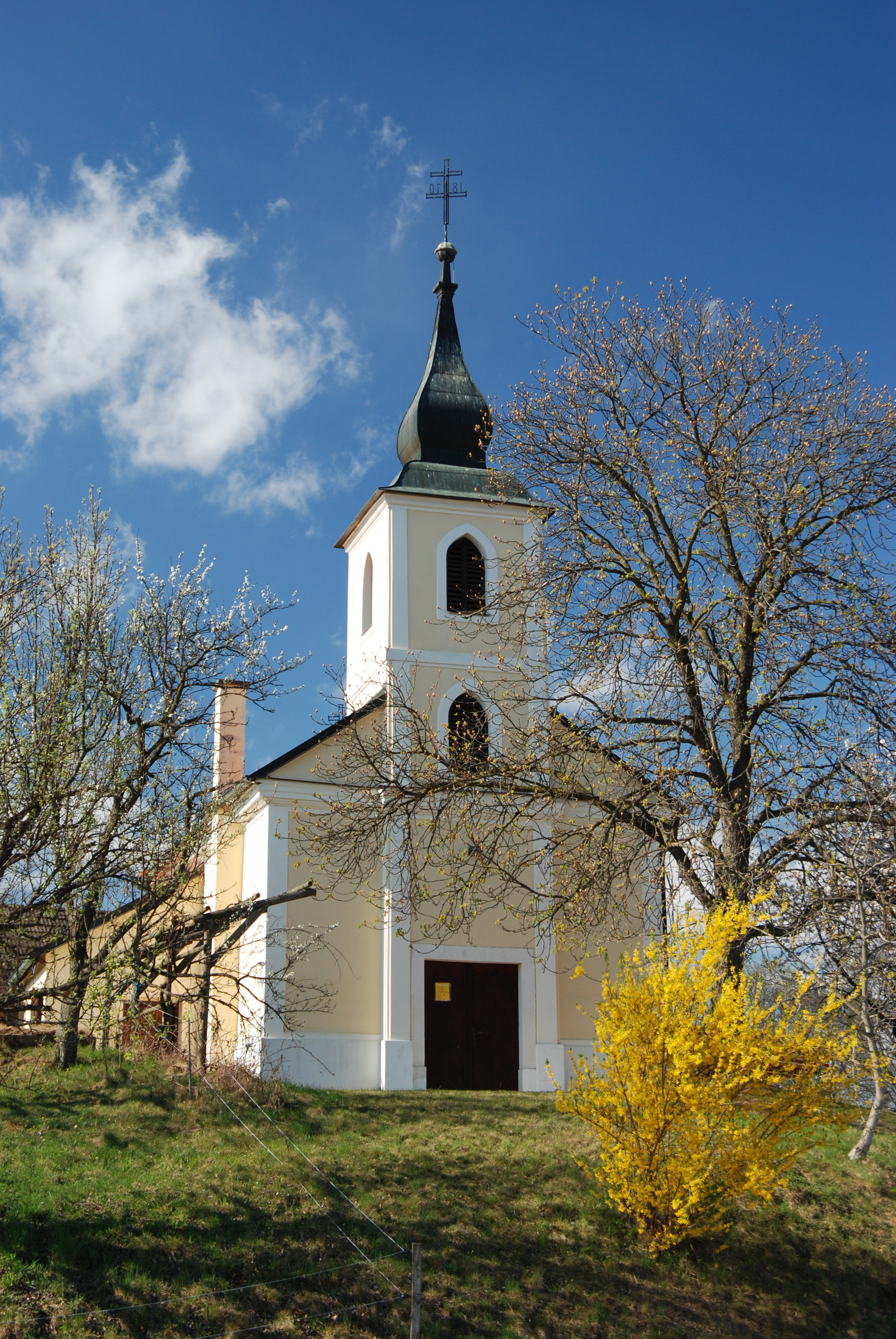
Szent Vitus kápolna

A település nevét 1387-ben Velyke Superior et Inferior alakban említik először. Dobra várának uradalmához tartozott. 1387-ben Luxemburgi Zsigmond Dobra várát az uradalommal együtt a Széchy családnak adományozta. Ekkor a település két részből, Alsó- és Felsővelikéből állt. 1605-ben a Rába völgyével együtt Bocskai hajdúi dúlták fel. 1607-ben a dobrai uradalommal együtt a Batthyány család birtoka lett. 1720-ban 34 házat számláltak a településen. 1787-ben 85 házában 492 lakos élt. 1830-ban 73 háza volt 506 lakossal. 1857-be 92 házban és 640 lakos élt a településen.
Vályi András szerint „VELIKE. Tót falu Vas Várm. földes ura Gr. Batthyáni Uraság, lakosai katolikusok, fekszik Német Sz. Mártonhoz közel, és annak filiája; földgye közép termékenységű, réttyeinek fele jó, szőleje, erdeje, és legelője elég van, Stájer Országba fuvaroznak, és kereskednek.”
Fényes Elek szerint „Velike, német falu, Vas vmegyében, a dobrai uradalomban, 463 kath. lak.”
Vas vármegye monográfiája szerint „Velike, Rábamenti, stájer határszéli község 113 házzal és 681 r. kath. és kevés ág. ev. vallású, németajkú lakossal. Postája Rába-Szent-Márton, távírója Gyanafalva. A községben határszéli vámot szedtek.”
1910-ben 661, túlnyomórészt német lakosa volt. A trianoni békeszerződésig Vas vármegye Szentgotthárdi járásához tartozott. A békeszerződések Ausztriának ítélték. 1971-ben közigazgatásilag Rábaszentmártonhoz csatolták. 2001-ben 372 lakosa volt.

## Nevezetességei
- Szent Vitus tiszteletére szentelt kápolnája.
- Haranglába.

## Külső hivatkozások
- Velike a dél-burgenlandi települések portálján (németül)
- Rábaszentmárton hivatalos oldala (németül)
- A burgenlandi települések történeti lexikona PDF (németül)